# Skwer Ryszarda Kuklińskiego w Poznaniu
Skwer Ryszarda Kuklińskiego – skwer zlokalizowany pomiędzy ulicami Krakowską, Karmelicką i Królowej Jadwigi w centrum Poznania.
Dawniej plac Karmelicki. Plac powstał w pasie terenu pofortecznego i otrzymał w 1908 nazwę "pl. Karmelicki" (niem. Karmeliterplatz). Nazwa wzięta została od pobliskiego kościoła pokarmelickiego Bożego Ciała. Nazwę polską ustalono urzędowo 16 czerwca 1919.
Na początku XX wieku stał w tym miejscu II bastion twierdzy poligonalnej: "Bastion Brünneck". Prace rozbiórkowe lewobrzeżnego rdzenia twierdzy do której należał "Bastion Brünneck", zakończyły się w 1912.
Na terenie skweru istniał w przeszłości węzeł wodny: Struga Karmelicka uchodziła tu do Starej Rzeki. Strugę zasypano w całości podczas procesu regulacji miasta w końcu XIX wieku (1888-1896). Ciek upamiętniony jest w nazwie ul. Karmelickiej, w osi której dawniej przepływał, a która stanowi wschodnią pierzeję skweru.
Skwer otrzymał obecną nazwę na podstawie uchwały Rady Miasta Poznania nr LXXV/1195/VI/2014 z dnia 4 listopada 2014. Uroczystość nadania nazwy odbyła się 11 grudnia 2014. Na skwerze znajduje się tablica upamiętniająca Ryszarda Kuklińskiego.
Nazwa skweru upamiętnia Ryszarda Kuklińskiego, pułkownika Ludowego Wojska Polskiego, agenta wywiadu amerykańskiej Centralnej Agencji Wywiadowczej (CIA).

## Obiekty w pobliżu
- Kościół Bożego Ciała
- VI Liceum Ogólnokształcące im. Ignacego Jana Paderewskiego
- Akademia Wychowania Fizycznego im. Eugeniusza Piaseckiego